# Петр Нечас
Петр Нечас (чеськ. Petr Nečas; нар. 19 листопада 1964, Угерске Градіште, Злінський край, Чехословаччина) — чеський політик, виконувач обов'язків голови Громадянської демократичної партії (ГДП) з квітня 2010 року, прем'єр-міністр Чехії з 28 червня 2010 року по 17 червня 2013 року.

## Освіта
Закінчив факультет природничих наук університету Масарикова в Брно та аспірантуру при ньому, отримав вчений ступінь RNDr.; фахівець з фізики плазми.
У 1988—1989 служив у вертолітному полку, після служби в армії деякий час працював технологом.

## Кар'єра
У 1991-1992 обіймав посаду керівника ГДП під Всетіном.
У 1996 році обраний до парламенту Чехії.
У 2006-2009 обіймав посаду міністра праці і соціального захисту в уряді Мірека Тополанека, а також був віце-прем'єром.
8 травня 2009 пішов у відставку разом з Міреком Тополанеком. Після відходу Мірека Тополанека з посади голови ГДП у квітні 2010 року став виконувачем обов'язків лідера партії, а також кандидатом партії на посаду прем'єр-міністра на травневих парламентських виборах.
На парламентських виборах у Чехії 28-29 травня 2010 Громадянська демократична партія Нечаса зайняла друге місце (перше місце посіла Соціал-демократична партія, очолювана Іржи Пароубеком). Після виборів партія об'єдналася в коаліцію з партіями «Громадські справи» і ТОП 09.
4 червня 2010 президент Вацлав Клаус довірив Петрові Нечасу сформувати уряд за участю трьох партій — ГДП, ТОП 09 і «Громадські справи». 27 червня Нечас був призначений прем'єр-міністром.
17 червня 2013 року пішов у відставку з посади прем'єр-міністра. Таке рішення прийняв за чотири дні після низки арештів чеських чиновників у зв'язку зі звинуваченнями у корупції та зловживанні владою.

## Родина
Розлучений, має четверо дітей.